# Катакомбы
Катако́мбы (лат. catacumbae, итал. catacomba) — естественные или искусственные подземелья, состоящие из узких галерей, коридоров и небольших помещений. Вначале так называлось одно из римских захоронений у Аппиевой дороги: Ad catacumbas («У спуска к могилам», от греч. Κατακόμβες — углубление), место, где у входа в подземный склеп ставили надгробные стелы с памятными надписями и бюстами умерших.

## Слово
В русском языке слово появилось в XVIII веке, попав туда или из нем. Katakombe, или из фр. catacombe, или из итал. catacomba. Во все эти три языка слово попало из лат. catacumbae, дальнейшая этимология слова — под вопросом; по мнению большинства учёных, слово попало в латинский язык из древнегреческого: др.-греч. κατα-κοιμάω kata-koimao «укладывать спать; ложиться спать», образованного от др.-греч. κατα- — приставка, значащая движение вниз + κοιμάω «укладывать спать; умирать» (др.-рус. усъпєниѥ, церк.-слав. оуспє́нїє «засыпание, сон; смерть, кончина» соответствует др.-греч. κοίμησις). В настоящее время многие этим словом обозначают любые подземные ходы, лабиринты, тоннели, главным образом в городах.

## Описание
Первоначально катакомбами назывались подземные погребальные галереи, усыпальницы, в частности, под церковью «Святого Себастьяна за стенами» в Риме. Само происхождение слова «катакомбы» спорно и точно не установлено, но известно, что впервые оно стало употребляться в связи с этим местом погребения. На территории Рима известно несколько обширных катакомб, из них пять основных, над многими возводили позднейшие церкви, оратории и капеллы. Катакомбы также имеются в Неаполе, на Сицилии, в Генуе.
Наиболее известные примеры:
- Раннехристианские катакомбы:
  - Катакомбы Рима в Италии
  - Катакомбы Сан-Джованни (Сиракузы, Италия)
  - Катакомбы Санта-Лючия (Сиракузы, Италия)
- Катакомбы Парижа во Франции
- Клатови катакомбы в Чехии[3]
- Катакомбы святого Яннуария, Сан-Гаудиозо, Сан-Северо в Неаполе
- Катакомбы Ком эль Шокафа (или Ком эль Саккфа) в Александрии, Египет
- Катакомбы Мальты на средиземноморском острове Мальта
- Катакомбы Сакрамонте в Гренаде, Испания
- Катакомбы капуцинов (Палермо, Италия)
- Катакомбы Лимы в Перу
- Катакомбы под собором святого Стефана в Вене, Австрия
- Катакомбы под колледжем Knockbeg в Карлоу, Ирландия
- Одесские катакомбы

Раннехристианские катакомбы в Риме были найдены в 1578 году. В XVI веке к изучению катакомб приступил Онуфрий Панвинио, профессор-теолог, библиотекарь папской библиотеки. Однако самым известным открывателем катакомб считается итальянский историк и археолог Антонио Бозио. 10 декабря 1593 года Антонио Бозио вместе с Помпео Угонио совершил первое исследование христианского подземного Рима в катакомбах Домитиллы на Виа Ардеатина. Затем начался период интенсивных исследований, которые привели Бозио к систематическому изучению катакомб на Виа Тибуртина, Виа Лабикана и Виа Аппиа, а также Номентанской дороги, старой Саларии, новой Саларии, Виа Фламиниа и многих других. Главный труд Антонио Бозио «Подземный Рим» (лат. Roma sotterranea) вышел в свет уже после смерти автора в 1629 году.
Раннехристианские катакомбы представляют собой подземные переходы с лакунариями (погребальными нишами), которые иногда заканчиваются прямоугольными помещениями (кубикулами). Во многих случаях такие своеобразные галереи располагаются ярусами, одна над другой, и образуют целый «подземный город», уходящий в глубину на десятки метров. Вдоль стен переходов находятся захоронения рядовых членов общины, в кубикулах — более знатных.
Аналогичные раннехристианским катакомбам погребальные подземные помещения найдены в Анатолии, в Сузах, в Трире, в Киеве и в других городах. Катакомбы в Палермо (Сицилия) использовались ещё в 1920-х годах. Подземные захоронения были популярны в Англии в XIX веке и их можно было увидеть на многих кладбищах того времени.
На территории Украины и Крыма в частности катакомбами также называется сеть заброшенных пещер и туннелей (см. также Печерский монастырь). Эти катакомбы образовались на месте бывших каменоломен. Наиболее известны расположенные в Крыму и на черноморском побережье Одесские катакомбы, Аджимушкайские каменоломни и Николаевские катакомбы. В древности катакомбы использовались для совершения религиозных обрядов и погребения умерших. Позднее они использовались партизанами во время Великой Отечественной войны. Аджимушкайские каменоломни вмещали в себя около 10 000 бойцов и беженцев. Многие из них умерли и были похоронены там же. Сейчас на том месте установлены памятники и музеи (теперь это территория города Керчи).